# Luis Cesar Bueno
Luis Cesar Bueno (Goiânia, 11 de agosto de 1960) é um político brasileiro. Deputado Estadual em Goiás por quatro mandatos (2003-2019). Diretor Parlamentar na Assembleia Legislativa entre fevereiro de 2019 a abril de 2022. Foi Vereador de Goiânia por dois mandatos consecutivos (19972002). Presidiu o Diretório do Partido dos Trabalhadores de Goiânia por três mandatos e é membro do Diretório Nacional do Partido dos Trabalhadores. Na Assembleia Legislativa  presidiu a Comissão de Serviços e Obras Públicas da Assembleia Legislativa e representou o Poder Legislativo no Conselho Deliberativo dos Índices de Participação dos Municípios (Coíndice). Deu os primeiros passos de sua trajetória política no início da década de oitenta quando dirigiu entidades dos movimentos estudantis, popular e sindical. Seu nome nunca figurou em escândalos políticos.

## Vida profissional
Luis Cesar Bueno é professor licenciado em História e Estudos Sociais pela Universidade Católica de Goiás e Pós-Graduado em Políticas Públicas. Especializou-se em Finanças Públicas e Desenvolvimento Urbano. Também é professor da rede estadual de ensino e servidor público da prefeitura de Goiânia.
Como Diretor Técnico Tributário da Secretaria de Finanças (1993/1996), presidiu a comissão de reestruturação do Código Tributário Nacional e representou a prefeitura de Goiânia na Associação Brasileira de Secretarias de Finanças - ABRASF. É autor de vários artigos e estudos técnicos sobre políticas públicas e conjuntura econômica e social. Atualmente representa a Assembleia Legislativa no Conselho de Distribuição dos Índices do Coíndice, como conselheiro titular.

## Vida pública
- Diretor Parlamentar na Assembleia Legislativa entre fevereiro de 2019 a abril de 2022
- Membro do Diretório Nacional do PT (2008-2022);
- Deputado Estadual: (2003-2007) ; (2007-2011); (2011-2015) e (2016-2019)
- Líder da Bancada do Partido dos Trabalhadores (2009 – 2010)
- Vereador de Goiânia: (1997– 2001) e (2001 - 2003);
- Membro da Direção Nacional do PT: (1997-2000);
- Vice-presidente do Diretório Regional do PT: (2005 – 2008);
- Assessor Técnico da Associação Brasileira das Secretarias de Finanças – ABRASF (1996);
- Presidente da Comissão de Reestruturação do Código Tributário Municipal: (1995-1996);
- Diretor Técnico Tributário da Secretaria de Finanças da Prefeitura de Goiânia: (1993-1996);
- Presidente do Diretório Metropolitano do Partido dos Trabalhadores de Goiânia: (1990) e (1998-2000);
- Diretor do Centro dos Professores de Goiás e do Sindicato dos Trabalhadores em Educação: (1997-1990);
- Diretor da Central Única dos Trabalhadores: (1986 – 1987);
- Dirigente dos movimentos estudantis e popular (1978 – 1984);

## Na câmara municipal de Goiânia
Como vereador, foi o parlamentar que elaborou e aprovou o maior número de leis em sua legislatura. Projetos importantes para a sociedade como o que estabelece Diretrizes para a Revitalização do Centro de Goiânia e o de Políticas Públicas aos moradores de rua, criou a Instituição do Conselho Municipal da Pessoa Idosa, conseguiu a Meia Passagem para Estudantes no Transporte Coletivo e o Código Municipal de Limpeza Urbana.
Também é de autoria do deputado Luis Cesar Bueno o projeto de lei que Legalizou a Sistema de Moto táxi e de Moto Frete de Goiânia. Na Câmara Municipal de Goiânia, Luis Cesar Bueno também garantiu inúmeras obras para os bairros da Capital.

## Na Assembleia Legislativa
Como deputado estadual, Luis Cesar Bueno aprovou o Projeto de Lei que garantiu a inclusão social no Ensino Superior no Estado de Goiás, possibilitando o acesso de estudantes carentes na Universidade Estadual de Goiás. Defendeu também a mesma proposta para os alunos da Universidade Federal de Goiás. Incentivou o programa Universidade Aberta que está garantindo Ensino Superior de qualidade a distância para centenas de pessoas no interior goiano.
Também foi relator da Lei que institui a Goiás Prev. Sua atuação viabilizou a previdência e garantiu aposentadoria para o funcionalismo público estadual.
Como relator da Lei Orçamentária para 2010, Luis Cesar Bueno garantiu no orçamento recursos para o Programa de Asfalto nas cidades, o PACI, recursos para a construção e reformas das instituições de ensino da rede pública do Estado, e para a construção de hospital de urgência e unidades de saúde em todas as regiões do Estado de Goiás. Seu trabalho como relator contabilizou as receitas com as despesas e garantiu a efetiva participação da Assembleia Legislativa no orçamento no Estado.
Luis Cesar Bueno é autor da Lei que possibilitou o Projoven Urbano, garantido assistência a juventude de todo Estado. Outra Lei importante do deputado Luis Cesar Bueno foi o incentivo ao turismo para as pessoas idosas. Também é autor das Leis que institui o Software livre em Goiás, e que criou o Programa Goiano de Incentivo à Produção e ao Consumo de Biodiesel.
Na área da Beleza, é de sua autoria a Lei que institui o Curso Superior para os profissionais da Beleza na UEG.
O deputado Luis Cesar Bueno teve grande participação na implantação do Programa do Microempreendedor Individual  - MEI em Goiás. Hoje, muitos brasileiros trabalham informalmente por conta própria, ou seja, não tem nenhum tipo de registro. E por isso, fica sem acesso a diversos benefícios, como a Previdência Social, curso do Sebrae, crédito mais barato, possibilidade de vender para o governo, serviços de contabilidade gratuito, e mais uma série de benefícios.